# Mutschen
Mutschen är en bergstopp i Schweiz.   Den ligger i distriktet Wahlkreis Werdenberg och kantonen Sankt Gallen, i den östra delen av landet, 150 km öster om huvudstaden Bern. Toppen på Mutschen är 2 122 meter över havet, eller 52 meter över den omgivande terrängen. Bredden vid basen är 0,16 km. Mutschen ingår i Alpstein.
Terrängen runt Mutschen är bergig åt nordväst, men åt sydost är den kuperad. Närmaste större samhälle är Grabs, 6,6 km söder om Mutschen. 
I omgivningarna runt Mutschen växer i huvudsak blandskog. Runt Mutschen är det tätbefolkat, med 257 invånare per kvadratkilometer.